# Episodi di Justified (terza stagione)
La terza stagione della serie televisiva Justified, composta da 13 episodi, è stata trasmessa sul canale statunitense FX dal 17 gennaio al 10 aprile 2012.
In Italia la stagione è andata in onda sul canale satellitare AXN dal 19 marzo al 4 giugno 2013.
| nº | Titolo originale           | Titolo italiano            | Prima TV USA     | Prima TV Italia |
| -- | -------------------------- | -------------------------- | ---------------- | --------------- |
| 1  | The Gunfighter             | Il denaro nascosto         | 17 gennaio 2012  | 19 marzo 2013   |
| 2  | Cut Ties                   | Piazza pulita              | 24 gennaio 2012  | 26 marzo 2013   |
| 3  | Harlan Roulette            | La velocità dei proiettili | 31 gennaio 2012  | 2 aprile 2013   |
| 4  | The Devil You Know         | I soldi di mamma           | 7 febbraio 2012  | 9 aprile 2013   |
| 5  | Thick as Mud               | Traffico di organi         | 14 febbraio 2012 | 16 aprile 2013  |
| 6  | When the Guns Come Out     | Mosse Pericolose           | 21 febbraio 2012 | 23 aprile 2013  |
| 7  | The Man Behind the Curtain | L'uomo col distintivo      | 28 febbraio 2012 | 30 aprile 2013  |
| 8  | Watching the Detectives    | Dalla parte dei vincenti   | 6 marzo 2012     | 7 maggio 2013   |
| 9  | Loose Ends                 | Il nuovo sceriffo          | 13 marzo 2012    | 14 maggio 2013  |
| 10 | Guy Walks Into a Bar       | La sconfitta di Quarles    | 20 marzo 2012    | 21 maggio 2013  |
| 11 | Measures                   | Soldi di famiglia          | 27 marzo 2012    | 28 maggio 2013  |
| 12 | Coalition                  | Terribili avvertimenti     | 3 aprile 2012    | 4 giugno 2013   |
| 13 | Slaughterhouse             | Stretta finale             | 10 aprile 2012   | 4 giugno 2013   |